# Index Herbariorum
L'Index Herbariorum (en français Index des herbiers) est un répertoire mondial des herbiers (en latin herbarium au singulier, herbaria au pluriel) et de leur personnel associé. Cet index consultable en ligne permet aux scientifiques d'accéder rapidement aux données relatives à 3 400 emplacements où se trouvent un total de 350 des millions de spécimens botaniques qui s'y trouvent en permanence. L'Index Herbariorum dispose de son propre personnel et de son propre site Web. Au cours du temps, six éditions en ont été publiées de 1952 à 1974. Il est mis en ligne en 1997.
L'index est initialement publié en 1952 par l'International Association for Plant Taxonomy (en) (Association internationale de taxonomie végétale) qui est à l'origine des six premières éditions (1952-1974). Par la suite, le Jardin botanique de New York en reprend la responsabilité. L'index fournit le nom de l'institution de soutien (souvent une université, un jardin botanique ou une organisation à but non lucratif), sa ville et son état, ainsi que l'acronyme de chaque herbier,  les coordonnées des membres du personnel et leurs spécialités de recherche, et les fonds importants de la collection de chaque herbier.

## Rédacteurs
- La 6e édition (1974) a été co-éditée par Patricia Kern Holmgren, directrice du Jardin botanique de New York
- 7e édition imprimée, éd. par Patricia Kern Holmgren.
- 8e édition imprimée, éd. par Patricia Kern Holmgren.
- Édition en ligne, préparée par Noel Holmgren (Jardin botanique de New York)
- 2008+, éd. par Barbara M. Thiers, directrice de l'herbier du Jardin botanique de New York[1]